# Eidgenössische Kommission für Impffragen
Die Eidgenössische Kommission für Impffragen (EKIF) berät seit ihrer Gründung im Jahr 2004 den Bundesrat der Schweiz, das Eidgenössische Departement des Innern (EDI) und das Bundesamt für Gesundheit (BAG) als konsultatives Organ in allen Belangen im Zusammenhang mit Impffragen. Ihr Präsident ist Christoph Tobias Berger, der Nachfolger von Christoph Berger.
Die EKIF ist eine unabhängige Expertenkommission des Bundes. Sie ist unabhängig von Impfstoff-Herstellern und kann bei Impffragen zwischen Behörden, Fachkreisen und der Bevölkerung vermitteln. Sie berät die zuständigen Behörden bei der Erarbeitung von Impfempfehlungen wissenschaftlich. Das BAG gibt seit 1963 Impfempfehlungen heraus (Schweizerischer Impfplan).
Die EKIF hat seit 2011 den Rang einer vom Bundesrat eingesetzten ausserparlamentarischen Kommission; es gibt etwa 15 solche Kommissionen beim BAG.
Sie hat (Stand November 2024) fünfzehn Mitglieder.
Die EKIF hat gemäss Epidemiengesetz folgende Aufgaben:
- Beratung des Bundesrats beim Erlass von Vorschriften zum Vollzug des Epidemiengesetzes
- Erarbeitung von Impfempfehlungen für das BAG
- Entwicklung medizinischer Kriterien zur Beurteilung des Schweregrads einer Impfreaktion
- Beratung des EDI bei der Gewährung eventueller Entschädigungen oder Genugtuungen (schweizerischer Begriff für Schmerzensgeld) bei Impfkomplikationen